# Antonio Geraldini
Antonio Geraldini (Amelia, 1448/1449 – agosto 1489) è stato un umanista, poeta e presbitero italiano, fratello del vescovo Alessandro Geraldini.

## Biografia
Figlio di Andrea e di Graziosa iniziò gli studi nel suo paese di nascita e poi con lo zio Angelo che accompagnò in un viaggio presso la corte spagnola. Iniziò presto a comporre poesie che dedicò a Piero il Gottoso e ad altre personalità del tempo, tra le quali papa Paolo II.
Ritornato in Italia soggiornò, per un breve periodo, a Napoli e a Roma prima di far ritorno in Spagna alla corte di Giovanni II d'Aragona.
Alle sue dipendenze realizzò dei viaggi diplomatici presso le maggiori corti europee, tra le quali quelle di Francia e Inghilterra.
Dopo la morte di Giovanni II e un periodo trascorso in Sicilia, tornò alla corte spagnola alle dipendenze dei Re cattolici.
Ambasciatore al loro servizio trascorse gli ultimi anni della sua vita in missioni presso stati esteri quali lo Stato Pontificio, venendo ricevuto da papa Innocenzo VIII. 
Morì nell'agosto del 1489 in Spagna, probabilmente a Murcia o a Marchena. 

## Opere principali
- De vita Angeli Geraldini - biografia dello zio
- Carmina- in diversi tomi
- Carmen bucolicum
- Carmen de praedio Suessano